# Alessandro Della Rovere
Alessandro Filippo Della Rovere (Casale Monferrato, 26 ottobre 1815 – Torino, 17 novembre 1864) è stato un politico, generale e senatore del Regno italiano.

## Biografia
Marchese, era fratello minore del gesuita e fotografo Vittorio della Rovere. Ufficiale di carriera, prese parte alla prima guerra d'indipendenza, alla guerra di Crimea, e alla seconda guerra d'indipendenza. Nominato Tenente generale dell'esercito del Regno di Sardegna nel 1859, fu Intendente Generale dell'Armata Sarda nel 1860, e con il grado di Maggior generale nel Regio esercito. Nell'aprile 1861 fu nominato Luogotenente generale del re nelle province siciliane, fino al settembre dello stesso anno, quando fu nominato ministro della guerra. Nell'isola considerò la questione siciliana principalmente come problema di polizia, da risolvere come questione di pubblica sicurezza.
Fu infatti uno dei primi Ministri del neonato Regno d'Italia reggendo il Ministero della Guerra in tre governi: Ricasoli I, Farini e Minghetti I (1861-1864). Morì due mesi dopo aver lasciato il ministero.
Nel novembre 1861 era stato nominato dal re senatore del Regno.